# Boeing 737 MAX
Boeing 737 MAX — четвёртое поколение пассажирских самолётов Boeing 737 средней дальности, созданное компанией Boeing для замены семейства Boeing 737 Next Generation. Основным изменением стало использование более мощных и крупных двигателей CFM International LEAP-1B. Некоторым изменениям подвергся и планер.
Первый 737 MAX поставлен заказчику в мае 2017 года.

## Производство

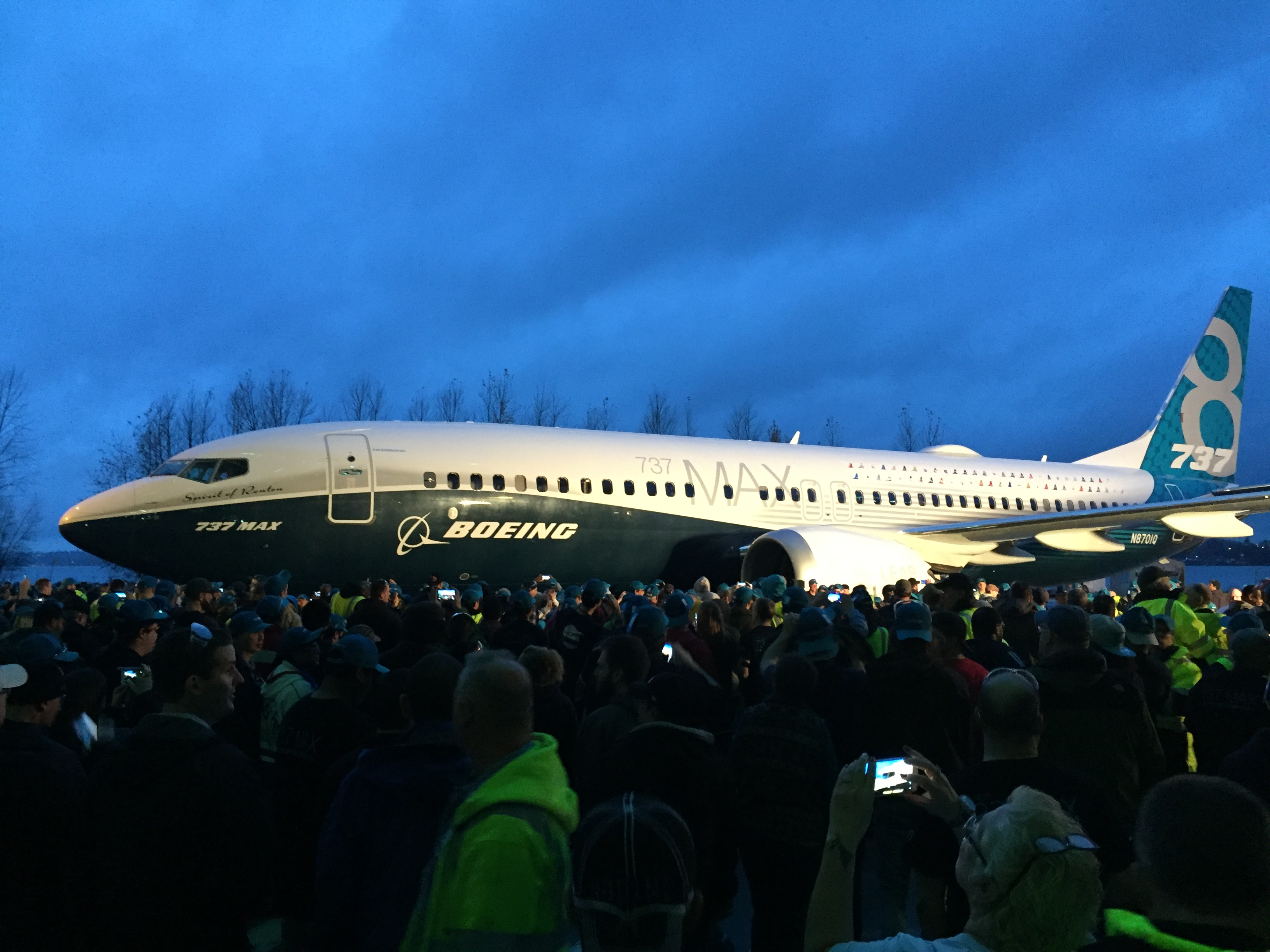
Презентация первого 737 MAX

13 августа 2015 года на заводе Spirit Aerosystems в Уичито, штат Канзас, завершена сборка первого фюзеляжа 737 MAX для испытательного самолёта, который в конечном итоге будет доставлен стартовому заказчику Southwest Airlines. 8 декабря 2015 года на заводе «Боинг» в Рентоне был представлен первый 737 MAX — MAX 8 под названием Spirit of Renton.
Поскольку GKN не смогла достаточно быстро изготовить титановые сотовые внутренние стенки для реверсоров тяги, «Боинг» перешла на композитные детали производства Spirit и в 2017 году поставила 47 MAX в месяц. Spirit поставляет 69 % планера 737, включая фюзеляж, реверсор тяги, пилоны двигателей, гондолы и передние кромки крыла.
Новая линия сборки лонжеронов с роботизированными сверлильными станками должна увеличить производительность на 33 %. Автоматизированная линия сборки панелей Electroimpact позволила ускорить сборку обшивки крыла на 35 %. «Боинг» планировала увеличить ежемесячный объём производства 737 MAX с 42 самолётов в 2017 году до 57 самолётов к 2019 году. Новая линия сборки лонжеронов спроектирована Electroimpact. Electroimpact также установил полностью автоматизированные клепальные машины и инструменты для крепления стрингеров к обшивке крыла.
Повышение скорости привело к нагрузке на производство, и к августу 2018 года в Рентоне было припарковано более 40 недостроенных самолётов, ожидающих установки запасных частей или двигателей, поскольку двигатели CFM и фюзеляжи Spirit были доставлены с опозданием. После того, как в начале сентября количество припаркованных самолётов достигло пика — 53, в следующем месяце «Боинг» сократил это количество на девять, так как поставки выросли до 61 с 29 в июле и 48 в августе.
Наибольшую часть затрат поставщиков составляют авиадетали стоимостью 10-12 млн $ (35-34 % от общей суммы 28,5-35 млн $), за которыми следуют двигатели стоимостью 7-9 млн $ (25-26 %), системы и внутреннее пространство по 5-6 млн $ (18-17 %), затем авионика по 1,5-2 млн $ (5-6 %).

## Разработка и проектирование
С 2006 года «Боинг» обсуждал возможность создания замены 737 «с чистого листа» (внутреннее обозначение проекта «Boeing Y1»), который должен был разрабатываться после ввода в эксплуатацию Boeing 787 Dreamliner. Решение по этому вопросу было отложено до 2011 года.
В 2010 году Эйрбас запустил программу Airbus A320neo, узкофюзеляжного самолёта с новыми двигателями, обеспечивающими лучшую топливную и эксплуатационную экономичность. Это решение получило положительную оценку со стороны многих авиакомпаний, которые начали оформлять заказы на новую машину. Больше всего заказов поступило от AirAsia и IndiGo. Под давлением этих обстоятельств, а также из-за нехватки времени и технологий, необходимых для постройки полностью нового самолёта, схожего с Boeing 787 по уровню технологий, 30 августа 2011 года совет директоров «Боинг» одобрил проект Boeing 737 MAX.
«Боинг» заявлял, что 737 MAX будет расходовать на 16 % меньше топлива, чем нынешний Airbus A320, и на 4 % меньше, чем Airbus A320neo.
Из-за малого спроса «Боинг» отказался от создания замены для самой маленькой модификации 737-600 в новом семействе 737 MAX. Вместо этого «Боинг» концентрировал свои усилия на разработку трёх других модификаций: 737 MAX 7, 737 MAX 8 и 737 MAX 9. Они разрабатывались на основе моделей 737-700, −800 и −900ER соответственно. Позже была также представлена модификация MAX 10, чтобы составить конкуренцию Airbus A321neo.
«Боинг» не планировал вносить изменений в кабину самолёта, поскольку стремился сохранить преемственность с семейством 737 Next Generation.
«Мы могли бы многое сделать с самолётом, но хотим ограничить объём работы», — сказал главный исполнительный директор Boeing Commercial Airplanes Джим Албау.
На 737 MAX механический привод управления интерцепторами планировали заменить электродистанционным. Это должно было снизить общий вес системы, повысить надёжность и величину полезной нагрузки.
На Boeing 737 MAX также планировалась установка внутренней отделки салона Boeing Sky Interior с багажниками и светодиодной подсветкой, разработанными для Boeing 787, а также концевые шайбы на крыльях.
Диаметр вентилятора нового двигателя составляет 168 см, что на 11 см больше, чем у нынешнего CFM56-7B на Boeing 737 Next Generation. На гондолах двигателей обновлённого самолёта также установлены внешние шевроны для снижения шума, подобные установленным на двигателях Boeing 787 и 747-8. Двигатели с вентиляторами диаметром 168 см имеют меньшую степень двухконтурности и больший удельный расход топлива, чем у Leap-X (198 см) и Pratt & Whitney PW1100G (205 см), устанавливаемых на A320neo, однако среди его преимуществ называется меньшие вес и аэродинамическое сопротивление. Установленный на планёре двигатель с вентилятором диаметром 168 см обеспечит повышение топливной экономичности на 10-12 % по сравнению с нынешними двигателями CFM56-7B. Специалисты заявляли, что для снижения расхода топлива «Боинг» рассматривал возможность изменения хвостового обтекателя, гондол двигателей и вертикального стабилизатора.
При разработке самолёта на 737 MAX была произведена замена двигателей на более мощные и эффективные, с увеличенным диаметром вентилятора. Однако из-за большего размера новые двигатели невозможно было установить на место прежних — их пришлось вынести вперёд и закрепить выше, что также потребовало удлинить носовую стойку самолёта на 8 дюймов (20,3 см). В результате, после достижения самолётом определённого угла атаки вынесенные вперёд двигатели и расположенные на плече относительно центра тяжести под влиянием набегающего потока воздуха создавали момент силы и самолёт начинал задирать нос в полёте. Под влиянием данной проблемы, а также пониженной эффективности руля высоты и горизонтального стабилизатора на больших углах атаки, специалисты компании разработали специальную компьютерную программу MCAS, которая при чрезмерном задирании носа самолёта автоматически его опускала, переводя воздушное судно в пикирование. При этом, о ситуации с MCAS разработчики Боинг поступили весьма нестандартно — никому не сообщили об этой новинке и до индонезийской катастрофы об этой программе не знали ни пилоты, ни технические службы, ни руководители авиакомпаний.
14 октября 2014 года начато производство комплектующих для первого самолёта семейства 737 MAX; поставка первого самолёта нового семейства была запланирована на 2017 год.
30 ноября 2015 года был выпущен первый опытный образец с бортовым номером N8701Q.
Первый полёт самолёта состоялся 29 января 2016 года.
Источник — 737 MAX (англ.). b737.org.uk. Дата обращения: 25 октября 2020., если не указан другой.

## Дизайн
В середине 2011 года цель заключалась в том, чтобы достичь 15%-го преимущества по снижению расхода топлива по сравнению с A320neo. Первоначальное снижение составило 10-12 %; позже оно было доведено до 14,5 %. Вентилятор был расширен с 61 дюйма (150 см) до 69,4 дюйма (176 см) за счёт поднятия переднего шасси и размещения двигателя выше и вперёд. Раздвоенное крылышко прибавило 1-1,5 %, приподнятый хвостовой конус - на 1 % больше. Электронное управление системой отбора воздуха повысило эффективность. В новые кожухи двигателя были включены шевроны, аналогичные 787, для снижения шума двигателя.

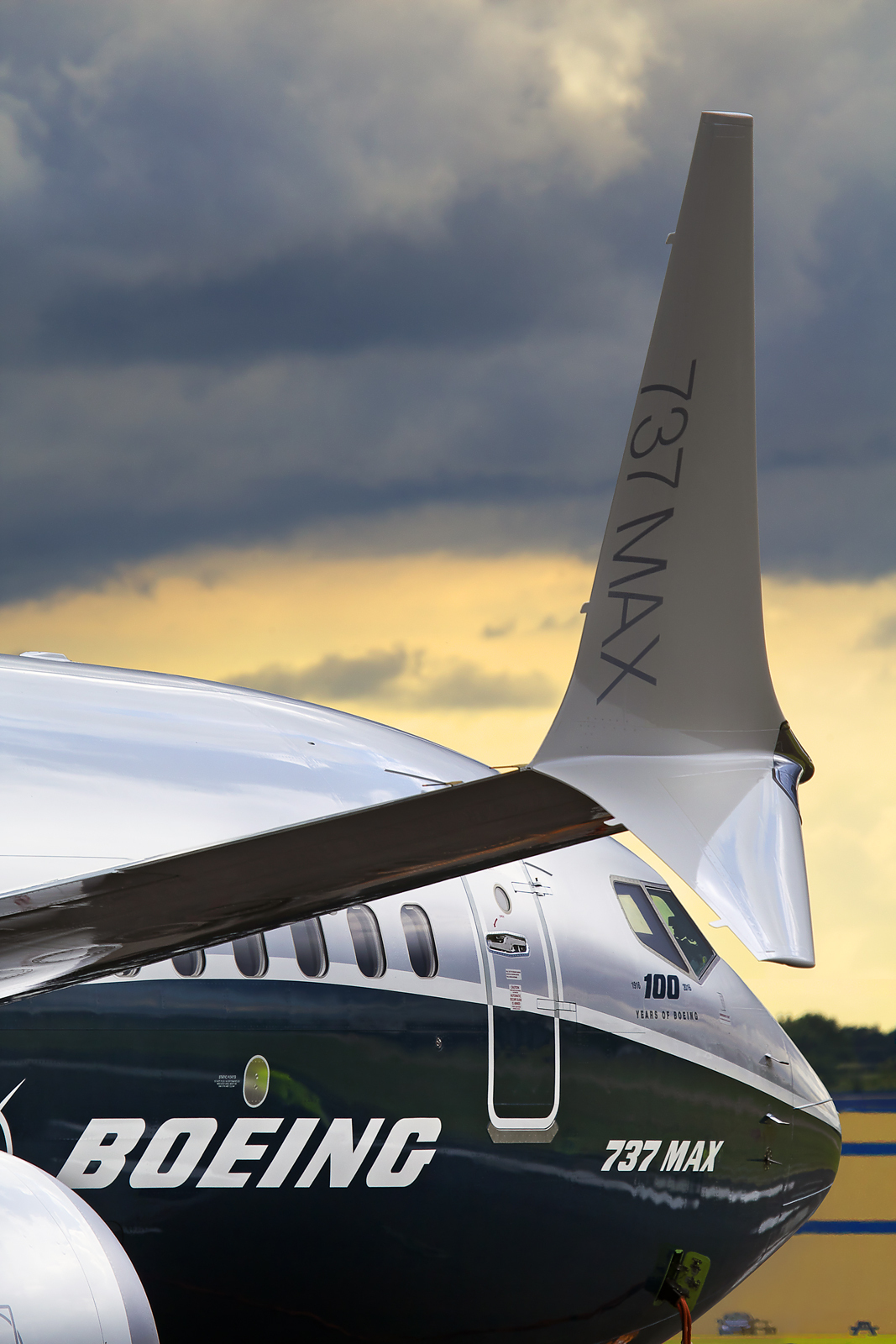
Крыло Boeing с раздвоенным концом на 737 MAX

#### Аэродинамические изменения
Устройство концевой части крыла с разделённым концом сконструировано для увеличения подъёмной силы при нахождении в тех же воротах аэродрома с буквой C кода ИКАО, что и нынешние 737. Его дизайн восходит к двухпалубной концепции McDonnell Douglas MD-12 1990-х годов, предложенной для аналогичных ограничений ворот до слияния Boeing. MAX 8 со 162 пассажирами, выполняющими полёт на 3000 миль (5600 км), должен иметь на 1,8 % лучший расход топлива, чем самолёт со смешанным крылом, и на 1 % на дальности более 930 км при скорости 0,79 Маха.
Новое крылышко имеет высоту 2,90 м. Другие улучшения включают изменённый контур хвостового обтекателя, переработанные впускной и выпускной патрубки вспомогательной силовой установки, удаление вихревых генераторов в задней части корпуса и другие небольшие аэродинамические улучшения. Aviation Partners предлагает аналогичный винглет «Split-Tip Scimitar» для предыдущих 737NG. Он напоминает трёхсторонний гибрид между смешанным крылышком, забором на законцовке крыла и заострённым концом крыла.

#### Структурные и другие изменения
Более высокая стойка передней стойки на 8 дюймов (20 см) сохраняет такой же клиренс 17 дюймов (43 см), что и гондолы двигателей. Новые стойки и гондолы для более тяжёлых двигателей увеличивают габариты, основные стойки шасси и опорная конструкция более мощные, а обшивка фюзеляжа в некоторых местах толще, что на 6 500 фунтов (2900 кг) увеличивает массу пустого самолёта MAX 8. Для экономии топлива и полезной нагрузки его максимальная взлётная масса на 7000 фунтов (3200 кг) больше.
Rockwell Collins поставит четыре 15,1-дюймовых (380 мм) ландшафтных жидкокристаллических дисплея (ЖКД), которые используются на 787 Dreamliner, для повышения осведомлённости пилотов о ситуации и повышения эффективности. «Боинг» не планирует каких-либо серьёзных модификаций кабины экипажа 737 MAX, поскольку она хочет сохранить общность с семейством 737 Next Generation. Генеральный директор Boeing Commercial Airplanes Джим Албоу сказал в 2011 году, что добавление дополнительных систем дистанционного управления будет «очень минимальным». Большинство систем взяты с 737NG для краткого курса обучения отличиям для повышения квалификации летных экипажей.
Удлиненные интерцепторы 737 MAX управляются по проводам. В серийном исполнении 737 MAX будет оснащаться интерьером Boeing Sky Interior с багажными полками и светодиодным освещением на основе интерьера Boeing 787.
Система автоматического управления стабилизатором была усовершенствована и теперь включает в себя систему увеличения маневренных характеристик (MCAS) в дополнение к системе регулирования скорости (STS). По сравнению с STS, MCAS имеет больший авторитет и не может быть отключен с помощью переключателей отключения задней и передней колонны. Выключатели триммера стабилизатора центральной консоли были переподключены по сравнению с предыдущими версиями 737, в результате чего функции автоматического управления триммером стабилизатора не могут быть отключены при сохранении функциональности электрических переключателей дифферента.

### Двигатели
В 2011 году Leap-1B был первоначально на 10-12 % эффективнее, чем предыдущий 156 см CFM56-7B модели Боинг 737NG.
Вентилятор из углеволокна с 18 лопастями обеспечивает коэффициент двухконтурности 9:1 (по сравнению с 5,1:1 у предыдущего титанового вентилятора с 24 лопастями), что даёт на 40 % меньше шума. Диапазон изменения коэффициента двухконтурности двигателя CFM56 составляет от 5,1:1 до 5,5:1. Двухвальная конструкция двигателя включает в себя секцию низкого давления, в которую входят вентилятор и трёхступенчатый осевой компрессор низкого давления, приводимые в действие пятью осевыми ступенями турбины, и секцию высокого давления с 10-ступенчатым осевым компрессором, приводимым в действие двумя осевыми ступенями турбины. Общий коэффициент повышения давления увеличен с 28:1 до 41:1, в конструкции горячей зоны использованы усовершенствованные материалы, обеспечивающие более высокие рабочие температуры, что позволило снизить удельный расход топлива (TSFC) на 15 %, а также уменьшить выбросы углерода на 20 % и на 50 % - азота.
В августе 2011 года «Боингу» пришлось выбирать между диаметром вентилятора 66 дюймов (168 см) или 68 дюймов (173 см), что потребовало изменить конструкцию шасси для сохранения 17-дюймового (43 см) дорожного просвета под новыми двигателями. Главный исполнительный директор Boeing Commercial Airplanes Джим Албоу заявил, что «чем больше вентилятор, тем выше эффективность из-за коэффициента двухконтурности [но также] больше его вес и аэродинамическое сопротивление», с большим количеством изменений в конструкции планера.
В ноябре 2011 года компания «Боинг» выбрала вентилятор большего диаметра, что потребовало удлинить стойку носового шасси на 6-8 дюймов (150—200 мм). В мае 2012 года «Боинг» дополнительно увеличила вентилятор до 69,4 дюйма (176 см) в сочетании с меньшим размером остального корпуса двигателя при незначительных конструктивных изменениях перед окончательной конфигурацией середины 2013 года.
Для снижения шума на задней кромке мотогондолы сделаны зубцы, как на Боинге 787. Новый цифровой регулятор перепуска воздуха повысит его надёжность. Новые мотогондолы стали больше и расположены ближе к носу, они обладают аэродинамическими свойствами, которые дополнительно увеличивают скорость изменения угла тангажа. Более крупный двигатель консольно расположен впереди и немного выше относительно крыла, а обечайка мотогондолы с ламинарным обтеканием представляет собой монолитную алюминиевую оболочку, изготовленную методом центробежного литья GKN Aerospace по образцу Боинга 787.
Чтобы смягчить тенденцию к кабрированию при изменении пространственного положения самолёта, вызванную тем, что новые двигатели вынесены вперед и вверх, по сравнению с использовавшимися ранее, «Боинг» добавила новую систему увеличения маневренных характеристик.

### Система увеличения маневренных характеристик (MCAS)
Система увеличения характеристик маневрирования (MCAS) — это закон управления полётом (программный режим), разработанный компанией Boeing, который стал известен своей ролью в двух несчастных случаях со смертельным исходом с 737 MAX. MCAS, впервые установленный на танкере Boeing KC-46 Air Force, регулирует дифферент горизонтального стабилизатора, чтобы опустить нос, когда самолёт работает в ручном режиме с поднятыми закрылками и с повышенным углом атаки (AoA), чтобы пилот непреднамеренно не тянул самолёт слишком круто, что может вызвать сваливание. Однако в обоих случаях MCAS срабатывает по ошибочным показаниям его датчиков.
Во время сертификации самолётов Boeing удалил описание MCAS из руководств по летной эксплуатации MAX, в результате чего пилоты не знали о системе, когда самолёт поступил в эксплуатацию.
10 ноября 2018 г., через двенадцать дней после крушения рейса 610 Lion Air, компания «Боинг» публично раскрыла MCAS в ходе обсуждения с операторами авиакомпаний и другими представителями авиации. Тем не менее, процедура восстановления, указанная Boeing и FAA, не смогла предотвратить крушение рейса 302 Ethiopian Airlines, что привело к глобальному заземлению всех самолётов 737 MAX, ожидающих расследования и исправлений программного обеспечения.
В апреле 2019 года «Боинг» признал, что MCAS сыграла свою роль в обеих авариях, и заявила, что MCAS не является системой предотвращения сваливания. На Boeing 737 MAX, MCAS был предназначен, чтобы имитировать поведение аналогичного самолёта в предыдущем поколении серии, Boeing 737 NG. В ходе расследования были выявлены многочисленные дефекты в связанных системах, включая сообщение о несогласованности AoA, которое должно было предотвратить активацию MCAS. The Wall Street Journal сообщила, что компания не делилась информацией по этому поводу «около года» до крушения Lion Air в Индонезии.

## Варианты
737-700, −800 и −900ER, наиболее распространённые версии предыдущего 737 NG, сменяются на 737 MAX 7, MAX 8 и MAX 9 соответственно (сертификат типа FAA: 737-7, −8 и −9).
737 MAX 8 поступил в эксплуатацию в мае 2017 года, MAX 9 — в марте 2018 года.
MAX 7 и MAX 200 (версия MAX 8 с более высокой плотностью размещения) поступили в эксплуатацию в 2020 году.
MAX 10 (на апрель 2021 года) всё ещё не передан ни одному заказчику.
В феврале 2018 г. «Боинг» прогнозировал, что 60-65 % спроса на авиалайнер будет приходиться на вариант 737 MAX 8, 20-25 % на MAX 9 и MAX 10 и 10 % на MAX 7.

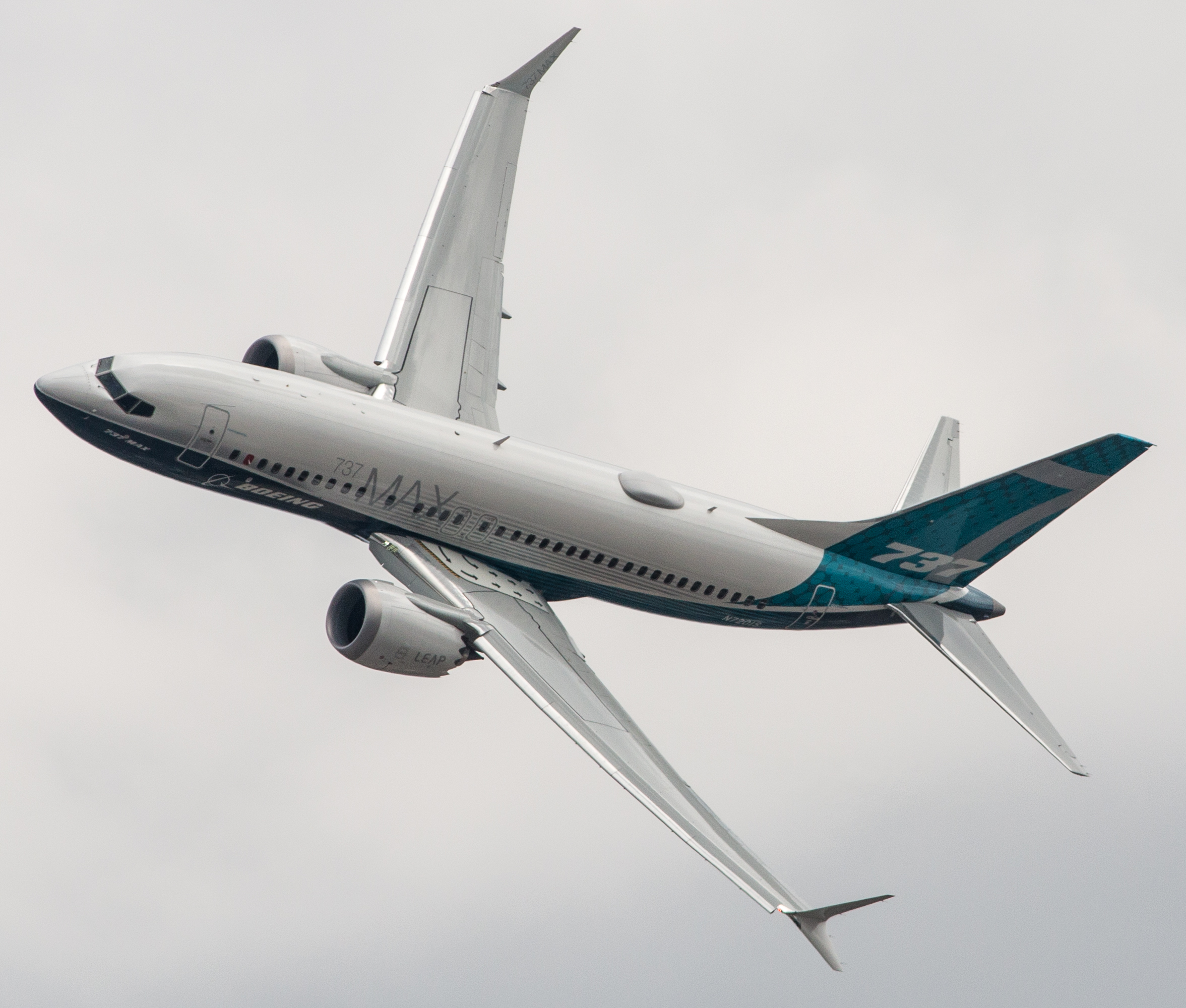
737 MAX 7

- 737 MAX 7 — Первоначально основанный на 737-700, «Боинг» объявил о модернизации MAX 7, полученного на основе MAX 8, на авиасалоне в Фарнборо в июле 2016 года, в котором на два ряда сидений больше, чем у 737-700 на 138 мест, то есть на 12 мест больше. При модернизации используются крыло и шасси 737-8; пара выходов над крылом, а не конфигурация с одной дверью; кормовой фюзеляж на 46 дюймов длиннее и носовой фюзеляж на 30 дюймов длиннее; структурная перестройка и усиление; а также модификации систем и интерьера для приспособления к большей длине. Он должен лететь на 1000 морских миль (1900 км) дальше, чем −700, с 18 % меньшими расходами на топливо на одно место. «Боинг» прогнозирует, что MAX 7 будет перевозить на 12 пассажиров больше на 400 миль (740 км) дальше, чем A319neo, при снижении эксплуатационных расходов на одно место на 7 %. «Боинг» планирует увеличить дальность полёта с 3850 морских миль (4430 миль; 7130 км) до 3915 морских миль (4505 миль; 7251 км) после 2021 года. Производство первого лонжерона крыла длиной 65 футов (20 м) для Боинг 737-7 началось в октябре 2017 года. Сборка первого лётно-испытательного самолёта началась 22 ноября 2017 года и он был развернут с завода. на заводе 5 февраля 2018 г. MAX 7 совершил первый полёт 16 марта 2018 г. с завода в Рентоне, штат Вашингтон, и пролетел три часа над штатом Вашингтон. Он достиг скорости 250 узлов (460 км/ч) и 25 000 футов (7600 м), выполнил низкий заход на посадку, проверку систем и перезапуск двигателя в полёте, и приземлился в Мозес-Лейк, штат Вашингтон, в летно-испытательном центре Boeing. Ввод в эксплуатацию с оператором запуска Southwest Airlines ожидался в январе 2019 года но авиакомпания отложила эти заказы до 2023—2024 годов. WestJet также преобразовал свой заказ на самолёты MAX 7, которые первоначально должны были быть поставлены в 2019 году, в MAX 8, и ожидается, что они не будут принимать MAX 7 как минимум до 2021 года. Среди заказчиков самолётов Southwest Airlines (30), WestJet (23), Canada Jetlines (5) и ILFC Aviation (5). MAX 7, похоже, имеет менее 100 заказов из более чем 4300 MAX общих продаж. В октябре 2020 года Southwest объявила, что рассматривает возможность выпуска Airbus A220 в качестве альтернативы MAX 7 для замены парка из более чем 400 самолётов 737-700 с поставками с 2025 года.
- 737 MAX 8 — первый вариант, разработанный в серии 737 MAX, MAX 8 заменяет 737-800 с более длинным фюзеляжем, чем MAX 7. «Боинг» планирует увеличить дальность полёта с 3515 морских миль (4045 миль; 6510 км) до 3610 морских миль (4150 миль; 6690 км) после 2021 года. 23 июля 2013 года «Боинг» завершил окончательную настройку 737 MAX 8. MAX 8 имеет меньшую массу пустого и более высокий максимальный взлётный вес, чем A320neo. Во время испытательного полёта, проведенного в рамках Aviation Week, во время крейсерского полёта с истинной скоростью 449 узлов (832 км/ч) и массой 140 500 фунтов (63 700 кг) на высоте ниже оптимальной (FL350 против предпочтительного FL390) и с «вынесенным необычно далеко вперёд» центром тяжести, испытательный самолёт потреблял 4 460 фунтов (2020 кг) топлива в час. Boeing 737 MAX 8 прошёл первые лётные испытания в Ла-Пасе, Боливия. На высоте 13 300 футов в международном аэропорту Эль-Альто была проверена способность MAX взлетать и приземляться на больших высотах. Его первый коммерческий рейс был выполнен компанией Malindo Air 22 мая 2017 года между Куала-Лумпуром и Сингапуром как рейс OD803. В начале 2017 года стоимость новой модели −8 составила 52,85 миллиона долларов, а к середине 2018 года она упала до уровня ниже 54,5 миллиона долларов.
- 737 MAX 200 — в сентябре 2014 года компания «Боинг» выпустила версию 737 MAX 8 с высокой плотностью размещения, модель 737 MAX 200, рассчитанную на размещение до 200 пассажиров в одноклассной конфигурации высокой плотности с узкими сиденьями; требуется дополнительная пара выходных дверей из-за большей пассажировместимости. «Боинг» заявляет, что эта версия будет на 20 % более экономичной в расчёте на одно место, чем нынешние модели 737, и будет самой эффективной узкофюзеляжной версией на рынке при поставке, включая на 5 % более низкие эксплуатационные расходы, чем 737 MAX 8. Три из восьми тележек камбуза удалены, чтобы разместить больше пассажиров. Заказ Ryanair на 100 самолётов был оформлен в декабре 2014 года. Вариант обозначен 737-8200. В середине ноября 2018 года был выпущен первый из 135 самолётов, заказанных Ryanair, в конфигурации на 197 мест. Он впервые вылетел из Рентона 13 января 2019 г. и должен был войти в строй в апреле 2019 г., ещё четыре MAX 200 ожидались позже в 2019 г. хотя эти поставки были отложены, пока MAX заземлен; Ryanair заявила, что намерена разместить больше заказов после возобновления полётов. В ноябре 2019 года Ryanair проинформировал своих пилотов, что из-за неустановленной проблемы с конструкцией дополнительных выходных дверей над крылом, он не ожидал получить MAX 200 до конца апреля или начала мая 2020 года, «в лучшем случае» 10 самолётов находятся в эксплуатации в разгар летнего сезона.

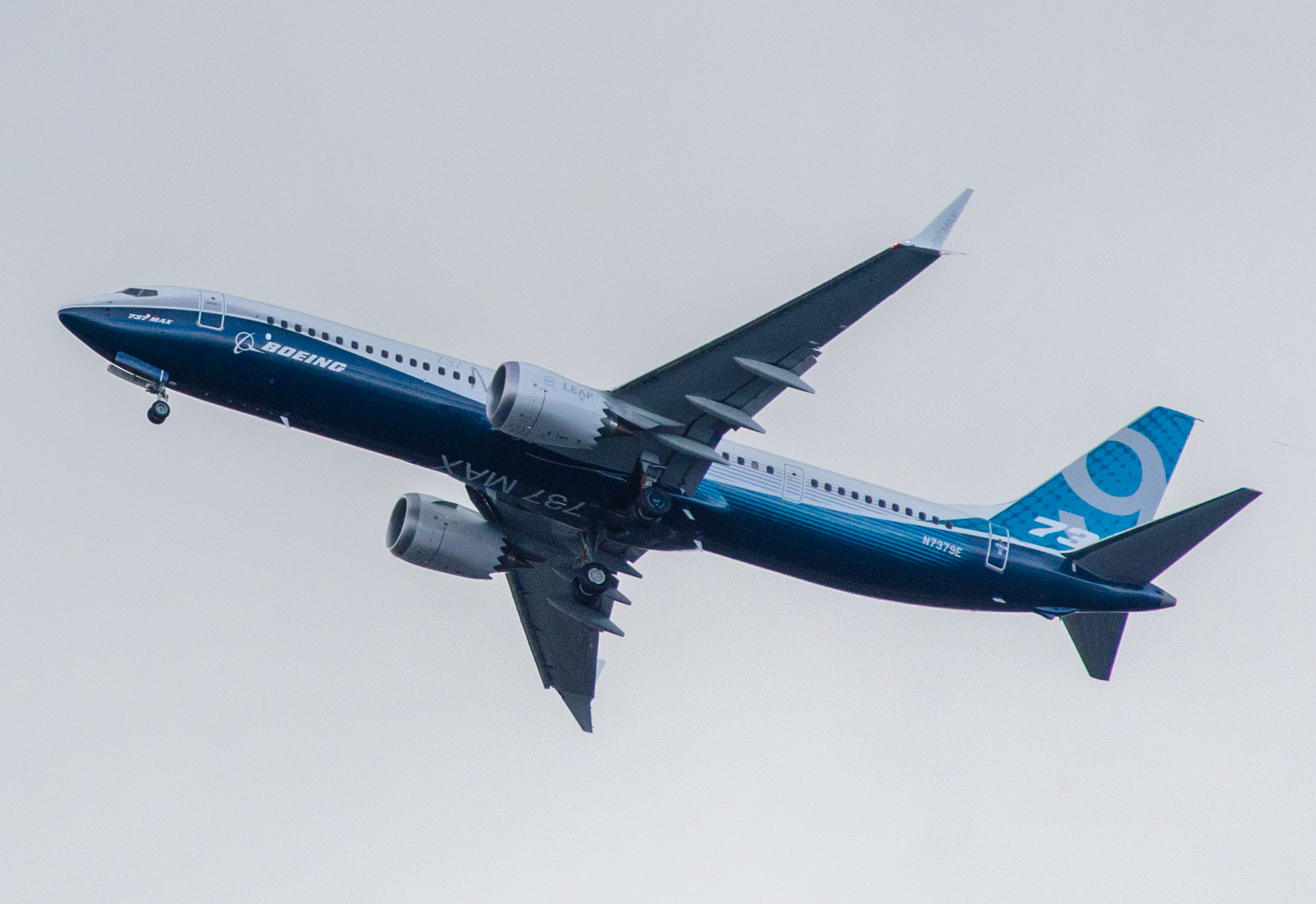
737 MAX 9

- 737 MAX 9 — заменит 737-900 и имеет более длинный фюзеляж, чем MAX 8. Boeing, чтобы улучшить свой диапазон от 3510 морских миль (4040 миль; 6500 км) до 3605 морских миль (4149 миль; 6676 км) после того, как 2021 Lion Air является стартовым заказчиком с заказом на 201 самолёт в феврале 2012 года. Он выполнил запуск 7 марта 2017 года, а первый полёт — 13 апреля 2017 года; он вылетел из муниципального аэропорта Рентон и приземлился на аэродроме Боинг после 2 часов 42 минут полёта. Он был представлен на авиасалоне в Париже в 2017 году. Летные испытания Boeing 737-9 были запланированы на 2017 год, при этом 30 % из −8 испытаний были повторены; самолёт 1D001 использовался для испытаний на автопосадку, авионики, флаттера и, в основном, на устойчивость и управляемость, а 1D002 использовался для испытаний системы контроля окружающей среды. Он был сертифицирован к февралю 2018 года. Азиатский низкобюджетный авиаперевозчик Lion Air Group принял первый самолёт 21 марта 2018 года, прежде чем приступить к работе с Thai Lion Air. Поскольку конкурирующий A321neo привлекает всё больше заказов, цена продажи 737-9 такая же, как и 737-8 2018 года, — 53 миллиона долларов.
- 737 MAX 10 — чтобы конкурировать с Airbus A321neo, постоянные клиенты, такие как Korean Air и United Airlines, потребовали от «Боинг» разработки более крупного варианта, чем MAX 9, исследования которого «Боинг» опубликовали в начале 2016 года. Поскольку A321neo превзошёл MAX 9 по продажам в пять раз. С одной стороны, предложенный MAX 10 в середине 2016 года включал в себя более крупный двигатель, более сильные крылья и телескопическое шасси. В сентябре 2016 года сообщалось, что этот вариант будет проще и с меньшим риском с небольшим участком в 6-7 футов (1,83—2,13 м) на длину 143—144 футов (43,6—43,9 м), вмещает на 12—18 пассажиров больше на 192—198 в двухклассной компоновке или на 226—232 в одном классе, при этом требуется повышенная мощность LEAP на 31 000 фунтов силы (140 кН)-1B, который может быть доступен к 2019 или 2020 году и, вероятно, потребует модификации шасси, чтобы сместить центр тяжести немного назад. В октябре 2016 года совет директоров «Боинга» предоставил полномочия предлагать удлиненный вариант с двумя дополнительными секциями фюзеляжа впереди и сзади с дальностью действия 3100 морских миль (3600 миль; 5700 км), сокращенной с 3300 морских миль (3800 миль; 6100 км). В начале 2017 года «Боинг» показал длину от 66 дюймов (1,7 м) до 143 футов (44 м), что позволило разместить 230 человек в одном классе или 189 человек в двухклассной вместимости, по сравнению с 193 посадочными местами в двухклассном варианте. A321neo. Небольшая протяженность MAX 10 позволяет самолёту сохранить существующее крыло и двигатель CFM Leap 1B от MAX 9 с главной опорой шасси с продольными рычагами в качестве единственного существенного изменения. Вице-президент и генеральный директор Boeing 737 MAX Кейт Леверкун сказал, что проект пришлось заморозить в 2018 году для внедрения в 2020 году. «Боинг» надеется, что новый вариант заинтересует операторов 737-900 и клиентов 737 MAX 9, таких как United Airlines, Delta Air Lines, Alaska Airlines, Air Canada, Lion Air и китайские авиакомпании. «Боинг» прогнозирует на 5 % меньшую стоимость поездки и мест по сравнению с A321neo. Air Lease Corporation хочет получить его на год раньше; её генеральный директор Джон Плойгер заявил: «Было бы лучше получить первый самолёт в марте 2019 года, но я не думаю, что это возможно». Генеральный директор AerCap Энгус Келли осторожен и сказал, что −9 и −10 «каннибализируют друг друга». MAX 10 был запущен 19 июня 2017 года с 240 заказами и обязательствами от более чем десяти клиентов. United Airlines станет крупнейшим клиентом 737 MAX 10, превратив 100 из своих 161 заказа на MAX 9 в заказы на MAX 10. «Боинг» завершила Парижский авиасалон 2017 года с 361 заказом и обязательствами, в том числе 214 преобразований от 16 клиентов, в том числе 50 заказов от Lion Air. Конфигурация вариантов была утверждена к февралю 2018 г. а к середине 2018 г. критическая проверка конструкции была завершена. По состоянию на август 2018 года сборка велась, первый полёт планировался на конец 2019 года. Конструкция полурычажного шасси имеет телескопическую олео-пневматическую стойку с рычагом, поворачивающимся вниз, что позволяет устанавливать шасси на 9,5 дюймов (24 см) выше. Приводимый в действие существующей системой втягивания, механизм механической связи с термоусадочной муфтой в верхней части стойки, вдохновлённый конструкциями самолётов-носителей, позволяет втягивать и укорачивать шестерню при втягивании в существующую колесную арку. Ввод в эксплуатацию намечен на июль 2020 года. 22 ноября 2019 года «Боинг» представил первый MAX 10 сотрудникам своего завода в Рентоне, штат Вашингтон, первый полёт которого запланирован на 2020 год. На тот момент заказывались 531 самолёт Max 10 по сравнению с 3142 проданными A321neo, способными перевозить 244 пассажира или летать на скорость до 4700 миль (8700 км) в своём самом тяжёлом варианте A321XLR. Max 10 имеет такую же ёмкость, что и A321XLR, но с меньшей дальностью действия и гораздо более низкими полевыми характеристиками в небольших аэропортах, чем A321XLR. 18 июня 2021 года 737 MAX 10 совершил первый полёт[20]. Эксплуатация намечена на 2023 год.
- Boeing Business Jet — BBJ MAX 8 и BBJ MAX 9 предлагаются бизнес-джета варианты Боинг 737 MAX 8 и 9 с новым CFM LEAP двигателей −1B и продвинутых крылышками, обеспечивающих 13 % лучше сжигания топлива, чем Boeing Business Jet; BBJ MAX 8 будет иметь дальность действия 6325 миль (11710 км), а BBJ MAX 9 — 6255 миль (11580 км).  BBJ MAX 7 был открыт в октябре 2016 года, с диапазоном 7000 NMI (12960 км) и на 10 % более низкие эксплуатационные расходы по сравнению с оригинальной BBJ, будучи больше. MAX BBJ 8 впервые поднялся в воздух 16 апреля 2018 г. и был доставлен в том же году, и будет иметь дальность полёта 6640 миль (12 300 км) с дополнительным топливным баком.
- Предлагаемый 737-8ERX — Авиакомпаниям был продемонстрирован концепт 737-8ERX, основанный на 737 MAX 8, с более высоким максимальным взлётный весом 194 700 фунтов (88,3 т) с использованием крыльев, шасси и центральной секции от MAX 9, чтобы обеспечить дальность полёта в 4000 морских миль (4600 миль; 7400 км) с посадочными местами на 150 человек, ближе к Airbus A321LR.

Источник — About the Boeing 737 MAX (англ.). boeing.com. Дата обращения: 25 октября 2020., если не указаны другие.

## Эксплуатация
22 мая 2017 года авиакомпания Malindo Air выполнила первый коммерческий рейс на Boeing 737 MAX.
29 марта 2018 года первым оператором Boeing 737 MAX в постсоветских странах стала казахстанская авиакомпания SCAT Airlines.
В России первым оператором в октябре 2018 года стала авиакомпания S7 Airlines.
8 апреля 2021 года флот авиакомпании Белавиа пополнился первым самолётом Boeing 737 MAX 8. Воздушное судно стало первым из пяти самолётов, договор на поставку которых был подписан между Belavia и лизинговой компанией Air Lease Corporation в июле 2018 года.

## Заказы
К маю 2014 года на новый самолёт поступило более 2200 заказов от 47 различных покупателей, 100 из которых оформила авиакомпания American Airlines, 201 индонезийская Lion Air, 35 американская Aviation Capital Group и Southwest Airlines с заказом на 200 самолётов. Norwegian Air Shuttle стала первым европейским заказчиком нового 737, с заказом в 100 единиц. В 2023 Ryanair заказал 150 самолётов и ещё 150 опционом.
Согласно данным производителя, среди покупателей самолётов Boeing 737 нового поколения — крупнейшие авиакомпании мира, в том числе и российские.
Заказы и поставки Boeing 737 MAX
|          | 2011 | 2012 | 2013 | 2014 | 2015 | 2016 | 2017 | 2018 | 2019 | 2020 | 2021 | 2022 | 2023 | Общее |
| Заказы   | 150  | 914  | 708  | 891  | 410  | 540  | 774  | 662  | −136 | −529 | 375  | —    | 300  | 4759  |
| Поставки | —    | —    | —    | —    | —    | —    | 74   | 256  | 57   | 27   | 245  | —    | —    | 659   |

## Технические характеристики
|                                     | 737 MAX 7 | 737 MAX 8 | 737 MAX 200 | 737 MAX 9 | 737 MAX 10 |
| ----------------------------------- | --- | --- | --- | --- | --- |
| Пассажировместимость                | 172 (1 класс) 138-153 (2 класс) | 186 (1 класс) 162-178 (2 класса)                                                                                                   | 198 (1 класс) | 220 (1 класс) 178-193(2 класс) | 230 (1 класс) 188-204 (2 класс) |
| Шаг кресел                          | 74 см (1 класс, стандартная) Двухклассная компоновка — 76 см эконом и 91 см бизнес-класс                                           | 74 см (1 класс, стандартная) Двухклассная компоновка — 76 см эконом и 91 см бизнес-класс                                           | 71 см | 74 см (1 класс, стандартная) Двухклассная компоновка — 76 см эконом и 91 см бизнес-класс                                           | 74 см (1 класс, стандартная) Двухклассная компоновка — 76 см эконом и 91 см бизнес-класс                                           |
| Длина                               | 35,5 м | 39,5 м | 39,5 м | 42,2 м | 43,8 м |
| Размах крыла                        | 35,9 м | 35,9 м | 35,9 м | 35,9 м | 35,9 м |
| Высота                              | 12,3 м | 12,3 м | 12,3 м | 12,3 м | 12,3 м |
| Крейсерская скорость                | 842 км/ч (M 0,79) | 842 км/ч (M 0,79) | 842 км/ч (M 0,79) | 842 км/ч (M 0,79) | 842 км/ч (M 0,79) |
| Максимальная сухая масса (MZFW)     | 62 913 кг | 65 952 кг | 65 952 кг | 70 987 кг | 72 574 кг |
| Максимальная взлётная масса         | 80 285 кг | 82 190 кг | 82 190 кг | 88 314 кг | 89 765 кг |
| Максимальная посадочная масса       | 66 043 кг | 69 308 кг | 69 308 кг | 74 343 кг | 75 931 кг |
| Дальность полёта с полной загрузкой | 7130 км | 6570 км | 6570 км | 6570 км (доп. топливный бак) | 6110 км (доп. топливный бак) |
| Запас топлива                       | 20 730 кг (25 816 литров) | 20 730 кг (25 816 литров) | 20 730 кг (25 816 литров) | 20 730 кг (25 816 литров) | 20 730 кг (25 816 литров) |
| Тип двигателя                       | 2 × CFM International LEAP-1B. Максимальная тяга на взлётном режиме 12 700 кгс (12 700x2 = 25400 кгс). Степень двухконтурности — 9 | 2 × CFM International LEAP-1B. Максимальная тяга на взлётном режиме 12 700 кгс (12 700x2 = 25400 кгс). Степень двухконтурности — 9 | 2 × CFM International LEAP-1B. Максимальная тяга на взлётном режиме 12 700 кгс (12 700x2 = 25400 кгс). Степень двухконтурности — 9 | 2 × CFM International LEAP-1B. Максимальная тяга на взлётном режиме 12 700 кгс (12 700x2 = 25400 кгс). Степень двухконтурности — 9 | 2 × CFM International LEAP-1B. Максимальная тяга на взлётном режиме 12 700 кгс (12 700x2 = 25400 кгс). Степень двухконтурности — 9 |

Источники — Technical Specs (англ.). Boeing.; 737 MAX Airplane Characteristics for Airport Planning (англ.). Boeing (июль 2019). Дата обращения: 26 октября 2020.

## Авиакатастрофы и происшествия
Глобальный флот, состоящий почти из 400 самолётов 737 MAX, совершил 500 000 рейсов с марта 2017 года по март 2019 года. Показатель аварийности составил четыре на миллион рейсов. Боинг 737 предыдущих поколений совершал в среднем 0,2 аварии на миллион полётов. Произошло две авиакатастрофы:
- 29 октября 2018 Boeing 737 MAX 8 индонезийской авиакомпании Lion Air, выполнявший рейс JT610 из Джакарты в Панкалпинанг разбился, 189 человек погибло.
- 10 марта 2019 года разбился самолёт модели Boeing 737 MAX 8 рейс 302 авиакомпании Ethiopian Airlines под Аддис-Абебой, 157 человек погибло.

В обоих случаях причиной катастрофы стало действие системы MCAS. Из-за конструктивных особенностей и положения двигателей Boeing 737 MAX во время полёта непроизвольно задирался нос. Это могло привести к потере скорости и падению самолёта.
Для исправления этой особенности была придумана система MCAS (Maneuvering Characteristics Augmentation System). Если самолёт критически задирал нос, то она автоматически корректировала положения самолёта. Данные о том, насколько нос был поднят, система получала от датчиков угла атаки и скорости.
Из-за сломанного датчика угла атаки, MCAS получала неправильные данные о положении самолёта. Она думала, что нос самолёта задран, хотя это было не так. Система не переставая опускала нос самолёта перестановкой стабилизатора.
Самолёт был на малой высоте, у пилотов было мало времени на реагирование. Кроме того, для ручного управления требовались немалые усилия (на штурвал необходимо было оказывать давление около 50кг).
Система MCAS отсутствует на предыдущих версиях семейства Boeing 737, а Boeing не включила её в руководство по лётной эксплуатации, из-за чего лётчики оказались не подготовлены к её эксплуатации.
- 5 января 2024 года при вылете из аэропорта Портленда произошла взрывная разгерметизация салона самолёта 737 MAX 9 авиакомпании Alaska Airlines. Одна из аварийных дверей салона внезапно отделилась от корпуса воздушного судна. В проём вылетело одно из ближайших к аварийному выходу кресел, к счастью, незанятое, а также часть из личных вещей пассажиров. Экипаж экстренно начал возвращение к аэропорту вылета и благополучно приземлил самолёт через 20 минут после вылета. Полёты всех 65 самолётов Boeing 737 MAX 9 авиакомпании Alaska Airlines приостановлены[33]. Позднее FAA была затребована приостановка полётов 171 самолёта Боинг 737 MAX 9 всех авиакомпаний США[34].

### Запрет на полёты
После катастроф 29 октября 2018 года возле Джакарты и 10 марта 2019 года в Эфиопии авиакомпании Китая приостановили использование самолётов Boeing 737 MAX 8, поскольку Администрация гражданской авиации Китая (Civil Aviation Administration of China — СААС) усмотрела сходство между крушениями Boeing 737 MAX 8 в Эфиопии и Индонезии. 12 марта 2019 года закрыли воздушное пространство для Boeing 737 MAX Германия, Франция, Австрия, Великобритания, а позднее все государства Евросоюза. Приостановили эксплуатацию самолёта до выяснения причин катастрофы Вьетнам, Индонезия, Монголия, Оман, Россия, Казахстан и Сингапур. 13 марта США последними, по распоряжению главы государства Дональда Трампа, объявили о запрете эксплуатации всех модификаций Boeing 737 MAX. Акции «Боинга» на фоне катастрофы и ряда отказов от модели резко упали в цене.
В официальном сообщении «Боинг» заявил, что разработка апгрейда ПО началась сразу после катастрофы рейса JT610 авиакомпании Lion Air в октябре 2018 года. В тесном сотрудничестве с Федеральной авиационной администрацией США (FAA) «Боинг» работает над «разработкой, планированием и сертификацией» данного апгрейда.

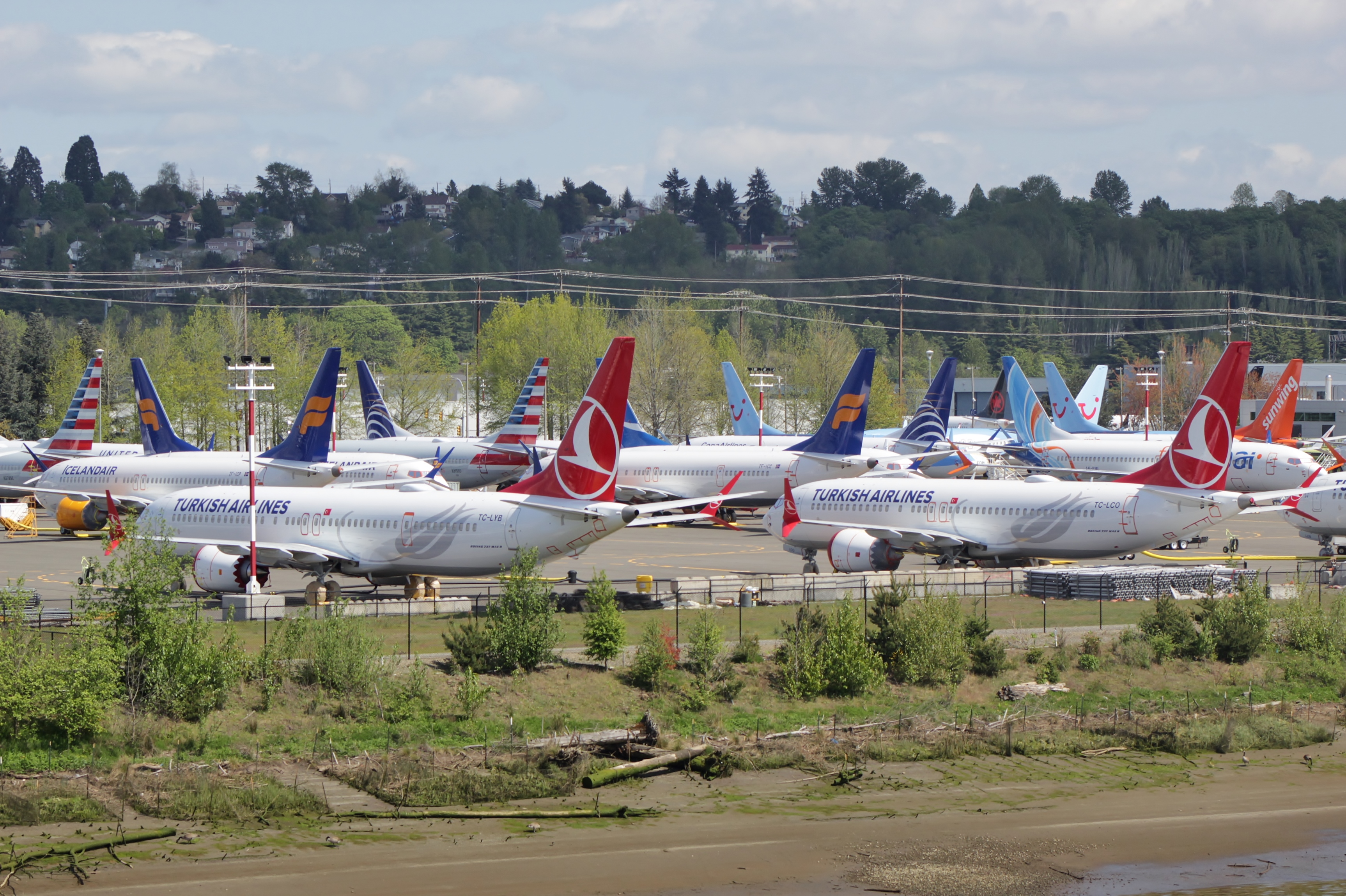
Лайнеры Boeing 737 MAX в отстойнике корпорации в Сиэтле, США

После того, как США присоединились к общемировому запрету на эксплуатацию, Боинг приостановил поставки 737 MAX.
Позднее выяснилось, что FAA значительно расширило полномочия инженеров корпорации «Боинг» при тестировании на безопасность и сертификации Boeing 737 Max 8, фактически разрешив «Боингу» самой сертифицировать свой продукт, что ставит под сомнение объективность этих тестов. Объясняясь на слушаниях в Сенате, исполняющий обязанности администратора FAA Даниэль К. Элвелл заявил, что во время сертификации 737 Max инженеры по безопасности полётов и лётчики-испытатели FAA отработали 110 000 часов, и они провели или поддержали 297 испытательных полётов.
На фоне скандала с запретом на эксплуатацию в прессе появились сообщения, что «Боинг» проигнорировал неоднократные просьбы со стороны профсоюзов создать необходимый тренажёр для подготовки пилотов. В результате некоторые лётчики были вынуждены осваивать новую модель, тренируясь на планшете iPad. По данным газеты New York Times, Федеральная прокуратура США также расследует версию о том, что пилот компании «Боинг» Марк Форкнер, который тестировал новую модель 737 Max, умышленно ввёл в заблуждение Федеральное управление гражданской авиации США (FAA) относительно нового программного обеспечения для самолётов этой модели.
22 марта 2019 года национальная индонезийская авиакомпания Garuda Indonesia отказалась от покупки 49 лайнеров 737 MAX.
26 марта в США произошёл авиационный инцидент с самолётом Boeing 737 Max 8 авиакомпании Southwest. Самолёт, на борту которого находились только два члена экипажа, должны были перегнать из Орландо в Викторвилль, но через некоторое время после взлёта пилоты сообщили о проблемах с двигателями и им пришлось произвести вынужденную посадку в международном аэропорту Орландо.
22 мая авиакомпании Air China и China Southern потребовали от «Боинга» возместить ущерб за простой самолётов 737 МАХ, а также за просрочку передачи ранее закупленных самолётов этой серии, такие же требования ранее выдвинула China Eastern.
В январе 2020 года «Боинг» приостановил сборку самолётов Boeing 737 MAX. Остановка конвейера компании связана с отказом американского авиарегулятора FAA разрешить в 2019 году полёты самолётов данного типа.
Крупнейший американский авиаперевозчик — авиакомпания United Airlines (которая планировала возобновить эксплуатацию самолётов этого типа в начале марта) — заявила в конце декабря 2019 года, что откладывает возобновление эксплуатации самолётов Boeing-737 MAX до 4 июня. Две другие крупные американские авиакомпании — American Airlines и Southwest Airlines — отложили возобновление полётов имеющихся у них самолётов Boeing-737 MAX до начала апреля. В конце декабря крупнейший авиазаказчик Southwest Airlines передал принадлежащие ей 34 самолёта 737 MAX на хранение компании ComAv, хранилище которой расположено в пустыне Мохаве.
21 января 2020 года корпорация «Боинг» разместила на своём сайте официальную информацию, уведомив, что рассчитывает возобновить эксплуатацию самолётов серии 737 MAX в середине 2020 года. В то же время одна из крупнейших американских авиакомпаний — American Airlines — приняла решение отложить возобновление эксплуатации самолётов Boeing 737 MAX вплоть до 18 августа, хотя ранее планировала вернуть самолёты этой модели на маршруты уже в июне.
В начале февраля инженеры корпорации Boeing обнаружили новый дефект в программном обеспечении модели Boeing 737 MAX, который способен привести к неполадкам в системе стабилизации. Эту проблему необходимо устранить, прежде чем самолёт можно будет вернуть в эксплуатацию, что ещё больше сдвинет сроки возврата самолёта этой модели к полётам.
В середине февраля «Боинг» начал проверку 400 новых самолётов 737 MAX после того, как в топливных баках нескольких новых лайнеров, ещё не поставленных заказчикам, нашли посторонние предметы — фрагменты инструментов и ветоши. Решено было провести дополнительные инспекции, ревизии и проверки, чтобы убедиться, что в топливных баках ничего не осталось.
В конце апреля 2020 года американская газета The Wall Street Journal сообщила, что Министерство юстиции США и Федеральное авиационное управление США (FAA) ведут расследование упущений контроля качества на производстве самолётов модели 737 MAX, в результате чего корпорации «Боинг» может грозить многомиллионный штраф, если подозрения в халатности подтвердятся.
28 мая 2020 производство Boeing 737 MAX было возобновлено.
18 ноября 2020 Федеральное управление гражданской авиации США объявило об отмене решения о запрете полётов самолётов Boeing 737 MAX. Однако условиями возобновления полётов стали дополнительное обучение пилотов и новое программное обеспечение.

## Сертификационные испытания в 2020 и возобновление эксплуатации
29 июня 2020 года Федеральное авиационное управление США и компания «Боинг» приступили к сертификационным летным испытаниям самолёта Boeing 737 MAX, чтобы оценить предложенные производителем изменения автоматизированной системы управления полётом.
1 июля испытания были завершены; Федеральное авиационное управление США в своём сообщении не указало, когда именно озвучит выводы о том, насколько успешно прошли испытания, подчеркнув лишь, что «эксплуатация модели будет разрешена лишь после подтверждения экспертами соответствия самолётов сертификационным стандартам».
13 июля президент компании в России и СНГ Сергей Кравченко сообщил агентству РБК, что «Boeing проведет повторную сертификацию лайнеров модели 737 MAX в III квартале 2020 года» и он уверен, что «точно совершенно — в III квартале этого года будет разрешена эксплуатация лайнеров».
25 сентября Европейское агентство авиационной безопасности (EASA) сообщило, что Boeing 737 Max может получить разрешение на возобновление полётов от европейского регулятора до конца 2020 года, однако случится это только после того как запрет на эксплуатацию отменит Федеральное авиационное управление США.
30 сентября испытательный полёт на самолёте серии Boeing 737 MAX, усовершенствованном после двух авиакатастроф, намерен провести глава Федерального авиационного управления США Стивен Диксон. Его присутствие на борту призвано повысить доверие потенциальных пассажиров к надежности лайнера. Диксон позитивно оценил испытательный полёт, однако заявил, что рано говорить о выдаче лицензии на эксплуатацию Boeing 737 MAX.
16 октября 2020 года Европейское агентство по авиационной безопасности признало лайнер Boeing 737 MAX достаточно безопасным для возобновления полётов до конца 2020 года.
18 ноября 2020 года администратор Федерального управления гражданской авиации США (FAA) Стив Диксон подписал документ, отменяющий чрезвычайный запрет на полёты 737 MAX и открывающий путь для их возвращения в коммерческую эксплуатацию. Помимо отмены приказа о «заземлении» самолёта, FAA опубликовало общий «обзорный» документ, описывающий причины катастроф и действия по недопущению их повторения, Директиву о лётной годности, в которой указаны изменения конструкции, которые должны быть внесены до того, как самолёт вернется в эксплуатацию, также были опубликованы требования к обучению на 737 MAX. Эти действия на данный момент не позволяют MAX немедленно вернуться в небо.
FAA должно утвердить изменения программы обучения пилотов 737 MAX для каждой американской авиакомпании, эксплуатирующей MAX, и сохранит за собой право выдавать сертификаты летной годности и экспортные сертификаты летной годности для всех новых самолётов 737 MAX, выпущенных после того, как FAA издало приказ о приземлении. Кроме того, авиакомпании, которые «припарковали» свои самолёты MAX, должны будут принять необходимые меры по техническому обслуживанию, чтобы подготовить их к повторному полёту.
9 декабря 2020 года бразильская авиакомпания GOL возобновила пассажирскую эксплуатацию 737 MAX 8; первый рейс совершён из Сан-Паулу в Порту-Алегри.
В январе 2021 года Европейское агентство по авиационной безопасности разрешило модифицированной версии самолёта Boeing 737 MAX возобновить эксплуатацию в Евросоюзе.
19 февраля 2021 года казахстанская авиакомпания SCAT Airlines первой за пределами американского континента возобновила выполнение регулярных коммерческих авиарейсов на Boeing 737 MAX после почти двухлетнего запрета (с 13 марта 2019 года) на эксплуатацию самолётов этого типа в Казахстане.
20 июля 2022 года Россия отменила запрет на полёты лайнеров Boeing 737 MAX после 3-летнего перерыва (с 13 марта 2019).

### Схожие самолёты
- Airbus A320neo
- Comac C919
- МС-21

### Схожие темы
- Конкуренция между Airbus и Boeing
- Список кодов клиентов компании Boeing